# Trybliodiscodina
Trybliodiscodina es un género de foraminífero bentónico considerado como nomen nudum e invalidado, aunque también considerado un sinónimo posterior de Orbitoclypeus de la familia Discocyclinidae, de la superfamilia Nummulitoidea, del suborden Rotaliina y del orden Rotaliida. Su especie tipo era Orthophragmina chudeaui. Su rango cronoestratigráfico abarca desde el Luteciense hasta el Bartoniense (Eoceno medio).

## Discusión
Trybliodiscodina fue propuesto como un subgénero de Discocyclina, es decir, Discocyclina (Trybliodiscodina).

## Clasificación
Trybliodiscodina incluía a la siguiente especie:
- Trybliodiscodina chudeaui †